# Jałówka (gromada)
Jałówka – dawna gromada, czyli najmniejsza jednostka podziału terytorialnego Polskiej Rzeczypospolitej Ludowej w latach 1954–1972.
Gromady, z gromadzkimi radami narodowymi (GRN) jako organami władzy najniższego stopnia na wsi, funkcjonowały od reformy reorganizującej administrację wiejską przeprowadzonej jesienią 1954 do momentu ich zniesienia z dniem 1 stycznia 1973, tym samym wypierając organizację gminną w latach 1954–1972.
Gromadę Jałówka z siedzibą GRN w Jałówce utworzono – jako jedną z 8759 gromad – w powiecie białostockim w woj. białostockim, na mocy uchwały nr 11/V WRN w Białymstoku z dnia 4 października 1954. W skład jednostki weszły obszary dotychczasowych gromad Jałówka, Kondratki, Nowosady, Zaleszany i obszar l.p. N-ctwa Hieronimowo o pow. 152,88 ha ze zniesionej gminy Michałowo oraz obszary dotychczasowych gromad Gonczary i Kituryki ze zniesionej gminy Gródek w tymże powiecie. Dla gromady ustalono 21 członków gromadzkiej rady narodowej.
31 grudnia 1959 do gromady Jałówka przyłączono wieś Dublany oraz kolonię Mostowlany-Kolonia ze zniesionej gromady Mostowlany.
Gromadę Jałówka zniesiono 1 stycznia 1972, a jej obszar włączono do gromad Szymki (wsie Gonczary, Jałówka, Kituryki, Kondratki, Nowosady, Zaleszany oraz Brzezina) i Zubki (wsie Dublany i kol. Mostowlany).